# 390 Alma
390 Alma là một tiểu hành tinh cỡ trung bình ở vành đai chính. Nó thuộc nhóm tiểu hành tinh Eunomia, và được xếp loại tiểu hành tinh kiểu S.
Tiểu hành tinh này do Guillaume Bigourdan phát hiện ngày 24.3.1894 ở Paris và được đặt theo tên sông Alma, cộng hòa tự trị Krym (nam Ukraina), nơi có trận đánh nổi tiếng trên sông này trong chiến tranh Krym.
Đây là tiểu hành tinh duy nhất do Guillaume Bigourdan phát hiện.